# Air Lib
Air Lib (ou AirLib) est une ancienne compagnie aérienne française déclarée en cessation de paiements le 13 février 2003 et dont le Tribunal de commerce de Créteil a prononcé la liquidation le 17 février 2003.
À cause de l'ampleur des fonds publics consacrés au soutien de la compagnie et du nombre considérable de salariés ayant perdu leur emploi, le gouvernement, la compagnie et son PDG se sont retrouvés au centre d'une grande controverse qui a conduit l'Assemblée nationale à créer une commission d'enquête sur les causes économiques et financières de la disparition de la compagnie.

## La fusion

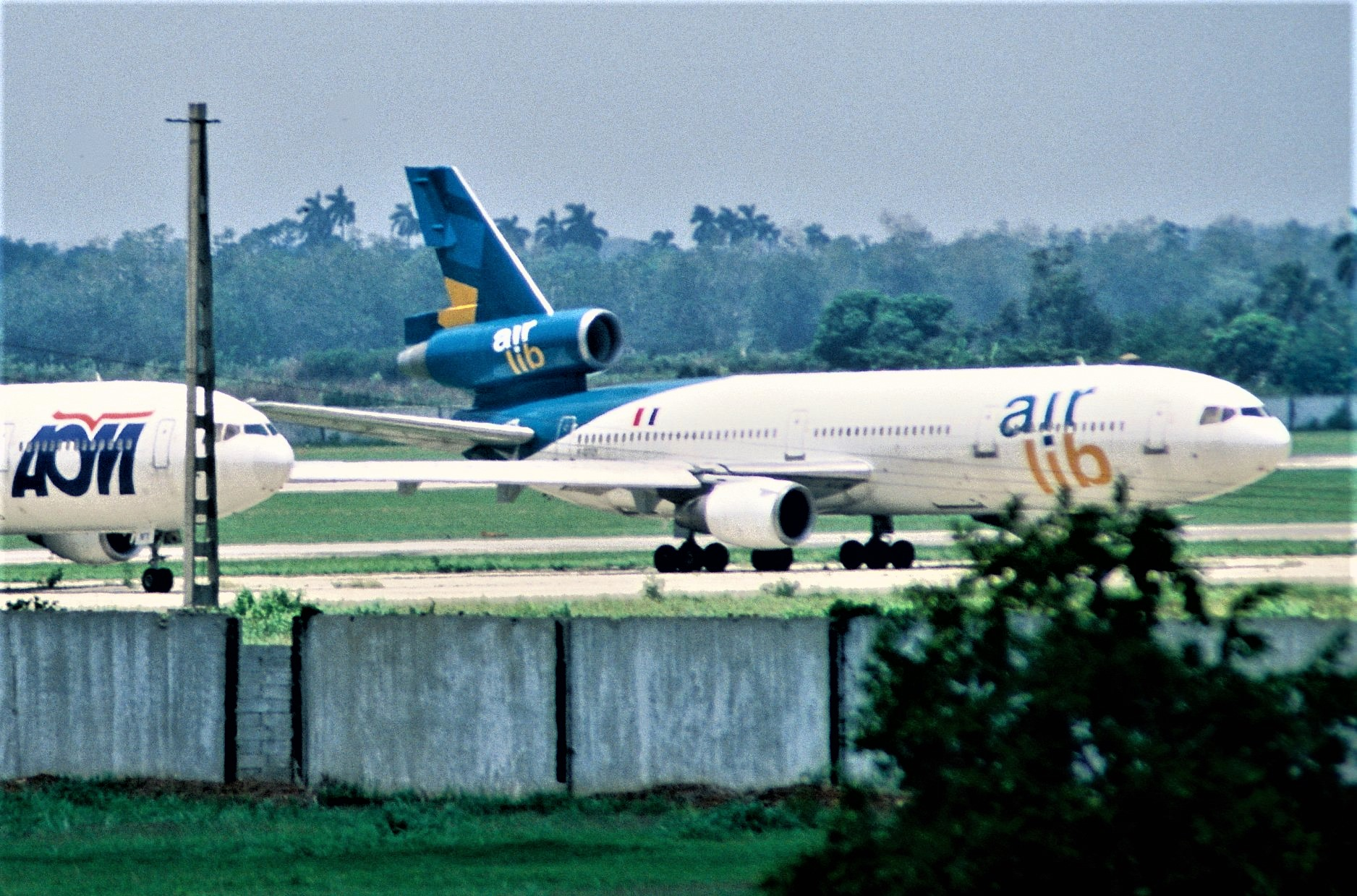
DC-10-30 F-GTLY d'(Air Lib à Cuba

L'histoire de la brève existence d'Air Lib fait suite à celle, somme toute courte également et au moins aussi tourmentée, des compagnies AOM et Air Liberté. Les fusions, changements d'actionnaires et tentatives de rationalisation de ce qui devait être le deuxième pôle aérien français se sont en effet multipliés, sans jamais aboutir à la mise en place d'une compagnie véritablement intégrée et performante.
La compagnie Air Liberté est née en juillet 1987. AOM Minerve, issue du rapprochement de Minerve et d'Air Outremer, est pour sa part constituée en septembre 1990.
En janvier 1997, British Airways rachète Air Liberté, alors placée en redressement judiciaire, et organise un rapprochement avec TAT. En fait, depuis le 1er avril 1997, Air Liberté exploite le fonds de commerce de TAT EA en location gérance. Ce système maintient les différentes entités sans procéder à leur fusion.
Taitbout Antibes BV, filiale de Marine Wendel, et Swissair vont successivement racheter AOM Minerve et Air Liberté.
La reprise d'AOM Minerve, annoncée dès février 1999, est effective le 25 août 1999. Auparavant détenue par le consortium de réalisation (CDR), la maison mère de la compagnie aérienne (AOM Participations) est cédée à Taitbout Antibes BV à hauteur de 50,38 % et à SAirLines, filiale de Swissair, à hauteur de 49,5 %.
À la suite de la reprise d'AOM Minerve, dans un premier temps, Taitbout Antibes BV, agissant en accord avec Swissair, a acquis Participations Aéronautiques, la maison mère d'Air Liberté le 4 mai 2000. Dans un second temps, il était prévu que Taitbout Antibes BV cède le capital de Participations Aéronautiques (société mère d'Air Liberté) à AOM Participations (société mère d'AOM Minerve).
Le rapprochement des trois compagnies (AOM Minerve, Air Liberté et TAT) est finalement opéré par la recapitalisation d'AOM Participations en décembre 2000. À compter du 1er janvier 2001, le fonds de commerce d'Air Liberté a été exploité en location gérance par AOM.
Nommé à la tête du directoire d'AOM-Air Liberté en février 2001, M. Marc Rochet est chargé de la restructuration de l'entreprise mais ne dispose pas du temps nécessaire pour opérer l'intégration réelle des anciennes sociétés. De plus, les difficultés financières sont telles qu'en juin 2001 la société dépose son bilan, les actionnaires majoritaires ayant refusé de la renflouer. Le tribunal de commerce de Créteil ordonne l'ouverture d'une procédure de redressement judiciaire et, le 27 juillet 2001, autorise la reprise d'AOM-Air Liberté par M. Jean-Charles Corbet.
La stratégie d'HOLCO est de ne plus chercher à entrer dans une concurrence sauvage avec Air France (comme voulaient le faire British Airways ou Swissair), mais de jouer la complémentarité. Cette complémentarité dans une concurrence normale peut ouvrir à Air France comme à Air Liberté de nouvelles perspectives. C'est dans ce sens que le partage de code a été construit.
Même si le nouveau dirigeant n'apportait pas de capital, il bénéficiait aux termes d'un protocole signé avec Swissair, d'une contribution de 200 millions d'euros. Cet engagement ne sera que partiellement honoré, à hauteur de 160 millions d'euros, soit plus de 1 milliard de FRF. Par ailleurs, la crise du transport aérien à la suite des attentats du 11 septembre 2001 aux États-Unis a profondément affecté une compagnie qui partait avec de lourds handicaps. Le 22 septembre 2001, la société prend le nom d'Air Lib. Très vite, Air Lib a donc recouru aux fonds publics, par le biais d'un prêt du FDES, pour un montant de trente millions d'euros, et d'un arrêt du paiement de ses cotisations sociales et publiques. La compagnie aérienne reprise partiellement le 1er août par la société Holco, a été durement touchée par les événements du 11 septembre. En manque de trésorerie, Air Lib prévoyait de réduire la voilure de ses vols intérieurs, ainsi que de nouvelles suppressions de postes, de réduire les coûts d'exploitation.

## Nouvelle Stratégie

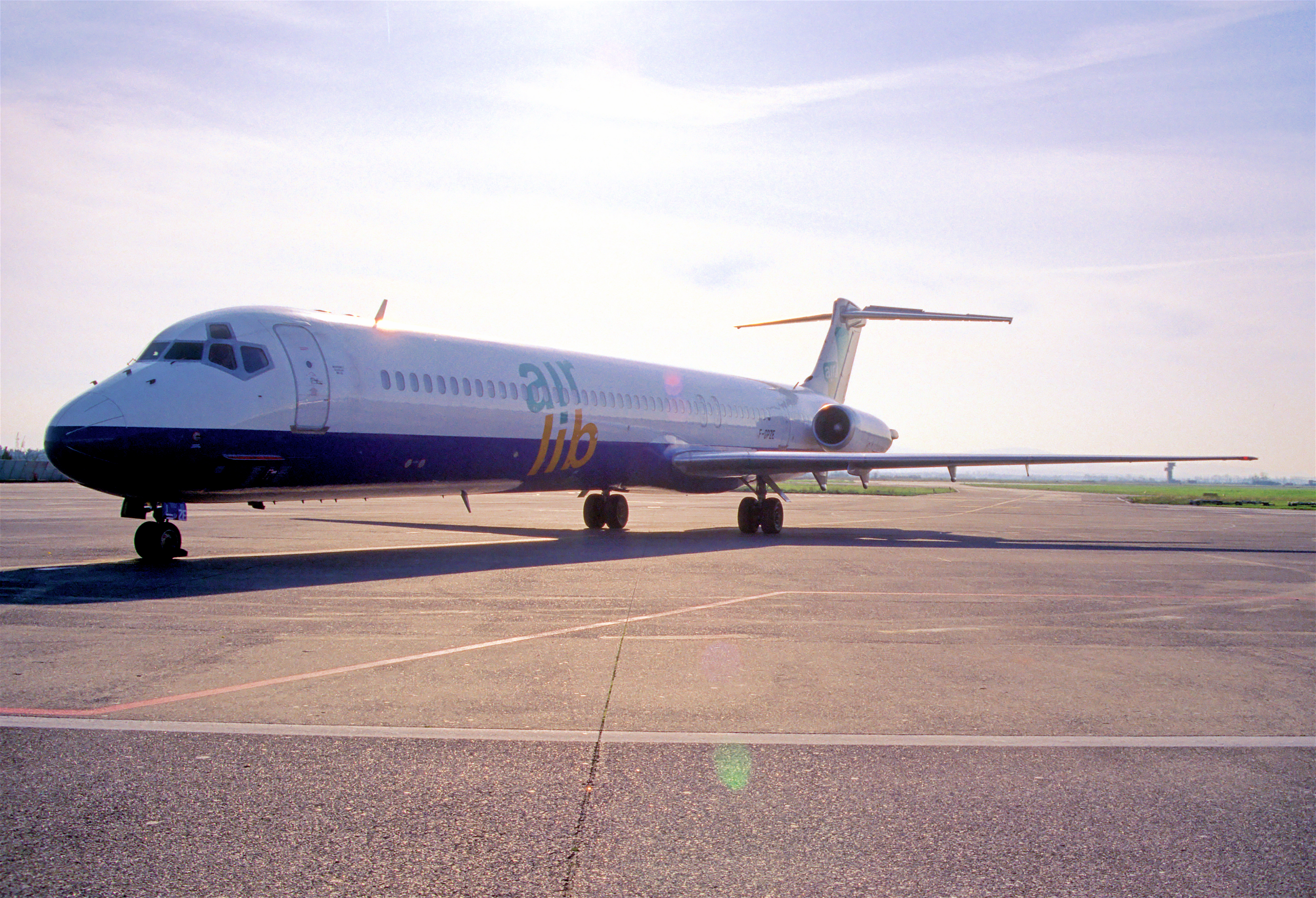
MD-82 immatriculé F-GPZE d'Air Lib

La société Holco, avait présenté l'ouverture de lignes régulières vers l'Algérie comme un axe essentiel du plan de redressement.
Les pertes globales pour 2001 avaient été estimées à plus de 91 millions d'euros. Air Lib prévoit ainsi d'assurer deux allers-retours quotidiens entre Paris et Alger, en tablant sur 150 000 passagers en 2002 et 350 000 en 2003. De même, une double liaison quotidienne entre Paris et Marseille, et des départs vers d'autres aéroports algériens tels que Oran, Constantine ou Béjaïa étaient prévus. Air Lib, compte sur ce marché lucratif et en forte croissance pour retourner à l'équilibre alors que ses vols métropolitains accusent des pertes.
Les projets d'ouverture de lignes ne s'arrêtent pas là : des droits de trafic ont été demandés vers d'autres pays d'Afrique, et le Conseil supérieur de l'aviation marchande a  émis un avis favorable pour trois destinations : Abidjan (Côte d'Ivoire), Bamako (Mali) et Ouagadougou (Burkina Faso). Air Lib, parallèlement, va desservir l'Italie (Rome, Milan, Venise et Pise, à partir de 29 euros l'aller), dès la fin du mois, et Cuba, vers Varadero et La Havane, au début du programme d'hiver. Si la compagnie française ne manque pas de destinations pour étoffer son réseau, elle manque, en revanche, cruellement de moyens financiers. Dernière botte de la compagnie : non seulement, Air Lib va proposer des billets sur les Antilles françaises dès octobre 2001 à partir de 99 euros toutes taxes comprises l'aller, mais en plus la compagnie ambitionne de devenir la compagnie de l'outre-mer et envisage même de créer une société isolée dont le seul but serait la desserte de la Guyane, de La Réunion, de la Martinique et de la Guadeloupe.
L'Afrique du Nord et les lignes intérieurs à bas tarifs demeurent les deux piliers de la stratégie de la compagnie française. La compagnie aérienne française Air Lib inaugure en octobre sa ligne régulière entre Paris-Orly et Tripoli.

## Low - Cost: l'avenir d'Air Lib?

Logotype de la compagnie Air Lib Express.

Parallèlement, la compagnie annonce que son activité bas tarifs, commercialisée sous la marque AirLib Express (ou Air Lib Express), (code IATA : IW), a transporté près de deux millions de passagers au cours de ses sept derniers mois d'activité entre Paris, Toulouse, Nice, Toulon, Perpignan, Marseille et Tarbes-Lourdes. Enfin, la compagnie confirme l'ouverture, en  octobre 2002, de liaisons quotidiennes entre Paris - Orly Sud et Rome-Fiumicino, Milan-Malpensa, Venise et Pise.
S'inspirant des « low cost », Air Lib a donc fini par se lancer sur le créneau occupé avec succès par Ryanair et EasyJet. Des vols à partir de 100 euros l'aller simple seront par ailleurs ouverts vers Lisbonne et Porto. En fait, le prix évoluera de 29 euros à 200 euros l'aller simple en fonction du remplissage de l'avion.
L'enjeu de cette conversion aux vols « low fare » est vital. La compagnie est parvenue à équilibrer l'exploitation de ses vols vers la Réunion et les Antilles, et le lancement de ses vols vers l'Algérie paraît être un succès. L'essentiel de ses pertes - 7 millions d'euros par mois provient donc des lignes intérieures. Sur ce réseau desservi avec une flotte de 10 MD-83 monoclasse de 162 passagers, le pari est d'atteindre un taux de remplissage de 75 %, au lieu de 50 % à 55 %, et de gagner 25 % de trafic. Il reste que le lancement des vols à bas prix se heurte sur le plan commercial à la riposte d'Air France. Et, sur le plan social, aux réticences en particulier des navigants protestant contre les modifications de leurs conditions de travail.
Air Lib Express se présentait comme une compagnie « low cost » mais était surtout une compagnie qui pratiquait des prix bas, inférieurs à ses prix de revient. L'organisation des compagnies « low cost » est assez différente de celle des compagnies classiques et leur permet d'obtenir des prix de revient très faibles, d'où leur nom (exploitation d'aéroports secondaires, facturation de services habituellement compris dans le prix du billet, rotations des avions supérieure aux standards etc.). Cette organisation est le fait de compagnies nouvelles créées et organisées autour de ces objectifs, non le fait d'une compagnie « classique » dont la structure de coût et l'organisation ne sont pas adaptées.
La ligne sur l'Algérie assure une contribution nette aux résultats, seule l'activité long courrier doit être « réorganisée » car le trafic « a chuté de 30 % sur les Antilles ». La compagnie avait donc décidé de réduire sa capacité sur les Antilles et de la redéployer sur l'Afrique Noire mais le gouvernement lui a fait savoir que  cette restructuration  n'était pas compatible avec les textes européens.
Plus d'un an après le reprise de l'ex AOM-Air Liberté, Air Lib n'a toujours pas été en mesure d'annoncer une prise de participation significative au capital de la nouvelle compagnie. De toute évidence, les collectivités territoriales qui avaient été suscitées un temps ont choisi une autre voie. Air Tahiti Nui a accru ses capacités propres lorsque Air Lib a décidé de ne plus se poser à Tahiti - Faaa et La Réunion monte sa propre compagnie, Air Austral. D'autres ont ouvert le dossier avec d'autant plus de prudence que la desserte des DOM est loin d'être sous-capacitaire et que certaines compagnies sont prêtes à renforcer leurs dessertes. Quant aux investisseurs traditionnels, ils ne sont pas nombreux.
Si la compagnie a bien rempli ses avions avec les bas tarifs expérimentés depuis le mois d’avril sur six lignes au départ d’Orly (à partir de 29 euros l’aller simple hors taxes vers la province), elle a en revanche plombé son compte d’exploitation. Selon un audit réalisé en octobre par le cabinet KPMG, le prix moyen du billet sur  restait inférieur de 12 euros à son seuil de rentabilité.
Car le modèle des low cost, qui permet de réduire de 35 à 50 % les dépenses d’exploitation par rapport à celles des compagnies classiques, répond à une stratégie précise. Les critères, en matière de flotte, de coûts salariaux, de lieux d’atterrissage et de distribution, sont exigeants. Et, pour les respecter, Air Lib doit subir des transformations radicales :

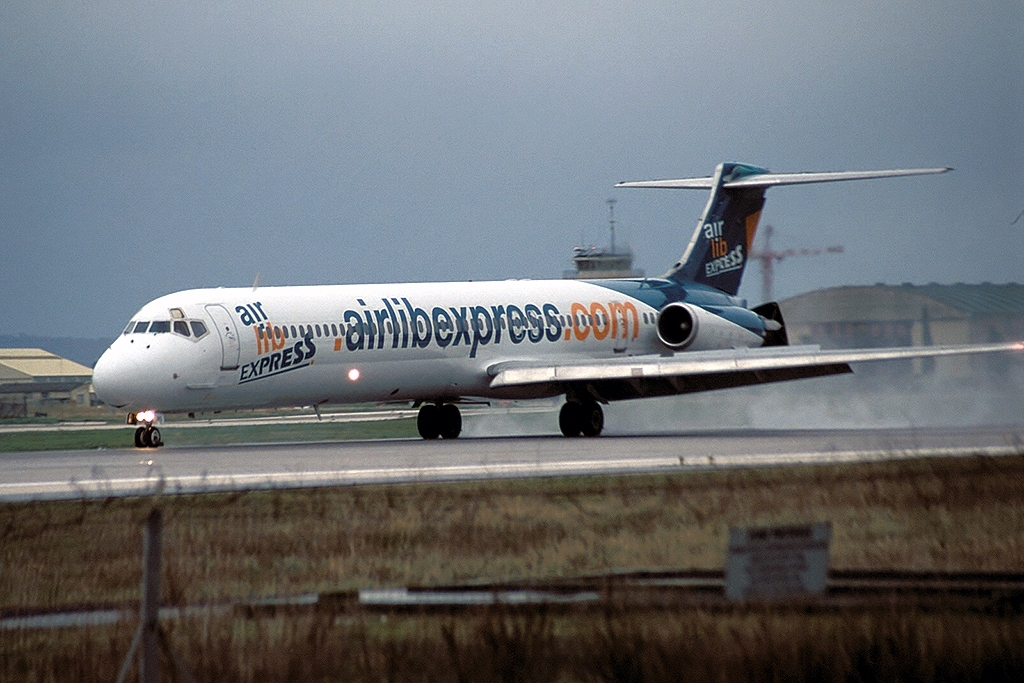
McDonnell Douglas MD-83 d'Air Lib Express

1. Renouveler sa flotte. À l’image d’EasyJet qui vient de commander 120 Airbus A319, les appareils doivent être homogènes afin de limiter les frais d’entretien. La flotte d’Air Lib est disparate et vieillissante. Ses DC10 et MD82 ou 83 consomment 30 % de carburant de plus que des Airbus de même capacité. Lors de son passage à Paris, le 13 janvier, Erik de Vlieger assure vouloir renouveler la flotte: «Je suis prêt à garantir l’acquisition de 29 Airbus A320 jusqu’à 150 millions d’euros. »
2. Baisser ses coûts de personnel. Soumis aux législations irlandaise et britannique, Ryanair et easyJet paient des cotisations sociales réduites de moitié par rapport aux compagnies françaises, sur des salaires inférieurs de 20 %. Moins nombreux, le personnel de bord accepte de faire le ménage de l’appareil à l’arrivée. Les pilotes volent plus de 800 heures par an, contre 700 pour ceux d’Air Lib.
3. Sortir du circuit des agences. Plus de 90 % de la distribution des compagnies low cost s’effectue grâce à Internet. Air Lib, qui a investi 70 000 euros en 2002 dans la distribution des billets sur Internet, n’assure ainsi que la moitié de ses ventes. L’autre moitié provient des agences, ce qui grève les recettes et souligne une contradiction supplémentaire : Air Lib, qui se veut une compagnie européenne low cost privilégiant Internet, remplit via les agences ses 21 fréquences hebdomadaires sur les Antilles et la Réunion..
Air Lib est alors surtout une compagnie low fares (bas tarifs), plus qu’une compagnie low cost !
En décembre 2002, Air Lib Express assure plus de 70 vols quotidiens avec trois types d'avion (DC-10 pour les Antilles, MD-83 pour la plupart des radiales et les longues transversales, ATR-42 pour quelques radiales et transversales). Air Lib Express effectue les routes de Paris-Orly Sud vers les aéroports de Figari, Marseille, Nice, Perpignan, Tarbes-Lourdes, Toulon, Toulouse, Annecy, Lannion, Metz-Nancy et Biarritz. Elle assure également les routes de Metz-Nancy vers Nice et Toulouse, de Lille vers Nice et Marseille et de Nice vers Toulouse. Concernant les Antilles, elle dessert Fort-de-France et Pointe à Pitre au départ d'Orly-Sud et l'Italie en desservant Rome, Milan, Venise et Pise.

## L'attente d'un repreneur
Air Lib redoute que le nouveau gouvernement ne fasse obstacle à des projets de redéploiement. Si tel est le cas, Jean-Charles Corbet, président de la compagnie, menace d'abandonner son activité long-courrier. Cela aboutirait à la suppression de 1 300 emplois sur un effectif total de 3 200 personnes. En proie à de graves difficultés financières, la compagnie doit en effet trouver d'autres débouchés pour compenser la réduction de ses vols déficitaires vers les Antilles et la Réunion. Il reste que, pour attirer de nouveaux investisseurs, Air Lib devra peut-être se résoudre à transformer son réseau européen de vols à bas prix en une filiale indépendante.
Air Lib obtient un nouveau sursis. La compagnie aérienne en difficulté a officialisé le nom du mystérieux investisseur prêt à l'aider. Il s'agit de l'industriel néerlandais Imca, un groupe familial diversifié ayant une petite activité dans l'aviation d'affaires et régionale. Compte tenu de cette nouvelle donne, le gouvernement a accordé un nouveau sursis au transporteur d'Orly, qui rêve de se transformer en  troisième compagnie européenne à bas coûts, pour permettre aux négociations d'aboutir. Sa licence provisoire d'exploitation, qui arrivait à échéance, est prolongée jusqu'au 31 janvier 2003.

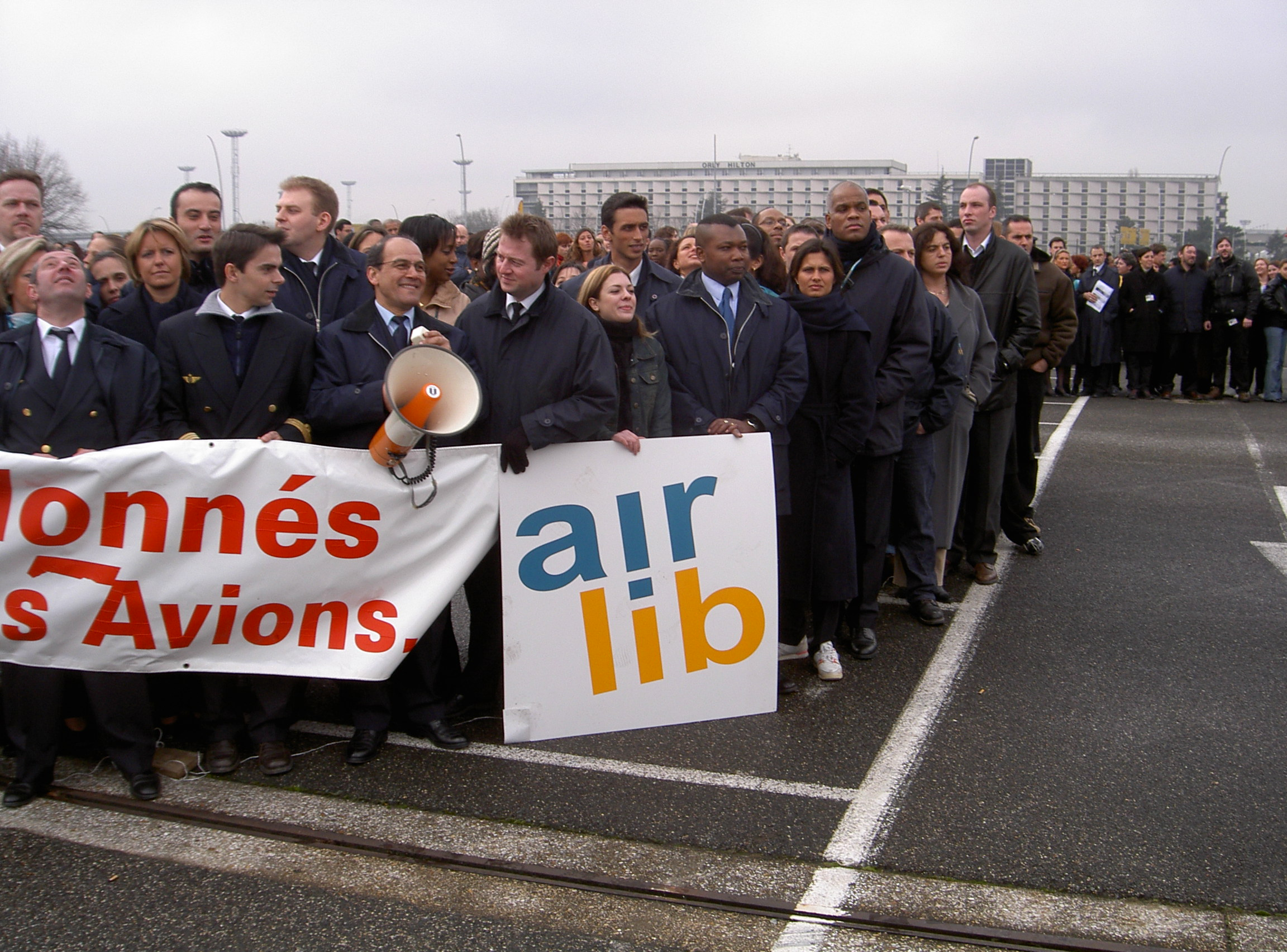
Manifestation à Orly en février 2003

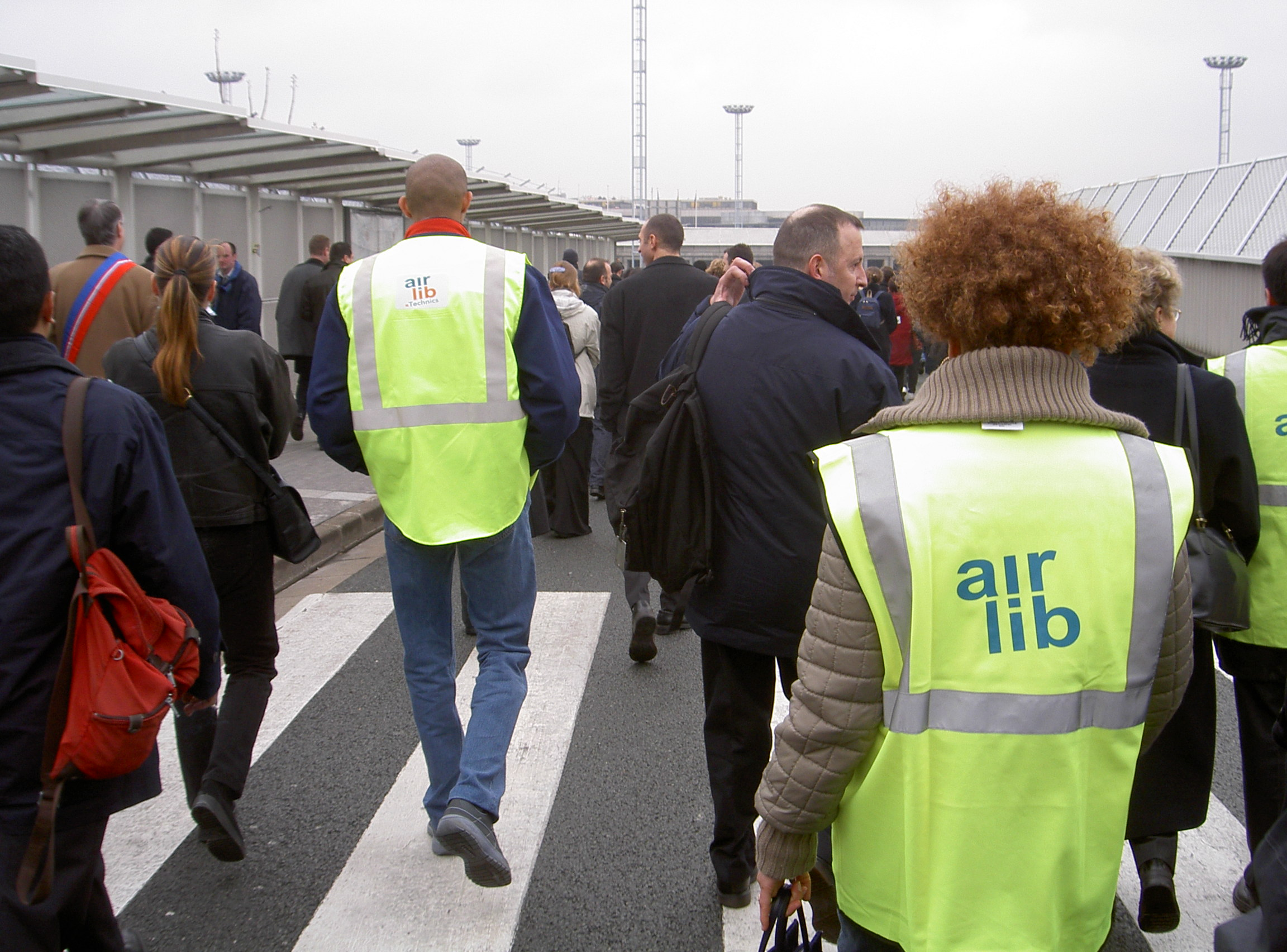
Manifestation à Orly en février 2003

Le groupe Imca semble désormais intéressé par l'ensemble des activités de la compagnie. À l'origine, il avait clairement indiqué ne vouloir prendre que 50 % du capital de la filiale à bas coûts, Air Lib Express. Néanmoins, Imca veut des garanties avant de garder le réseau sur les DOM-TOM : celles d'obtenir une aide gouvernementale, au titre de la continuité territoriale, dans le cadre de la future loi de programme sur quinze ans pour l'outre-mer. Autre demande : que soit levée l'hypothèque sur l'échéance du 31 janvier, date à laquelle la licence d'exploitation provisoire dont dispose la compagnie arrive à échéance.
Ces aides ont eu pour seul effet de différer une issue malheureusement prévisible dès le début de l'année 2002. Le 13 février 2003, Air Lib est en cessation de paiements et, le 17 février, le tribunal de commerce de Créteil prononce sa liquidation.
Le retentissement de la chute d'Air Lib, l'ampleur des fonds publics consacrés à son maintien en vie et le nombre considérable de salariés ayant perdu leur emploi ont conduit l'Assemblée nationale à adopter, le 18 mars 2003, la  proposition de résolution déposée par M. Patrick Ollier créant une commission d'enquête sur les causes économiques et financières de la disparition d'Air Lib. En février 2003, la 2e compagnie aérienne française déposait son bilan. Trois mille deux cents personnes se retrouvèrent, du jour au lendemain, au chômage. Quelques semaines plus tard, Jean-Charles Corbet, l'ancien PDG de la compagnie se retrouvait au cœur d'un véritable scandale économique.

## Le pillage de la compagnie
Au-delà des difficultés de conjoncture, la gestion de Jean-Charles Corbet, qui a abouti à la liquidation de la compagnie, fait l'objet d'un procès au cours duquel on apprend :
- que celui-ci a reçu une prime de 762 000 euros versée par la compagnie lors de la reprise, sans qu'aucune raison à un tel versement important ait pu être apportée lors de l'audience,
- entre le 1er août 2001 et le 31 décembre 2002, ses émoluments ont été de 1,34 million d'euros[3],
- des sommes importantes (plusieurs dizaines de millions d'euros) ont été détournées de leur objet (le renflouement d'Air Lib) pour être investies dans des sociétés appartenant à Jean-Charles Corbet,

Ces faits seront qualifiés par le procureur de la République de pillage méthodiquement organisé.
Pour sa défense, Jean-Charles Corbet répliqua naïvement qu'il n'a jamais été écrit, ni dit, ni précisé que l'argent qu'ils [Swissair] me donnaient irait tout (sic) à Air Lib
Jean-Charles Corbet a été condamné le 25 septembre 2007 par le tribunal correctionnel de Paris à un an et demi de prison ferme et 3 millions d'euros de dommages et intérêts. Il a été reconnu coupable de n'avoir consacré qu'une partie des 150 millions d'euros versés par Swissair au redressement d'Air Lib tandis que d'importants virements avaient été effectués vers diverses sociétés dont sa propre holding "Holco".

### État-major en janvier 2002
- Jean-Charles Corbet (49 ans, Énac Toulouse), PDG. Pilote de profession (Air Gabon), ancien syndicaliste, ex-Président du syndicat SNPL, Commandant de bord Air France.
- Pascal Personne (42 ans, Cnam, Sciences po, droit, histoire), directeur général exécutif.
- Georges Rudas (44 ans), directeur général adjoint, directeur commercial. Ancien responsable commercial de TAT, puis d'AOM Antilles.
- Francis Gisselmann (51 ans), directeur général adjoint, directeur de l'exploitation technique. Ancien directeur du projet d'entreprise d'Air Liberté.
- Bruno Calderini (42 ans, DEA droit, DESS en développement économique local, IEP), directeur général adjoint, directeur des ressources humaines. Déjà DRH d'Air Liberté.
- Pascal Perri directeur de cabinet de Jean-Charles Corbet et directeur de la communication et des relations extérieures[7].

Il est à noter que l'ancien no 2, François Bachelet (59 ans, ex-directeur général d'Air France Cargo), est limogé.

## Flotte au1erjanvier 2003

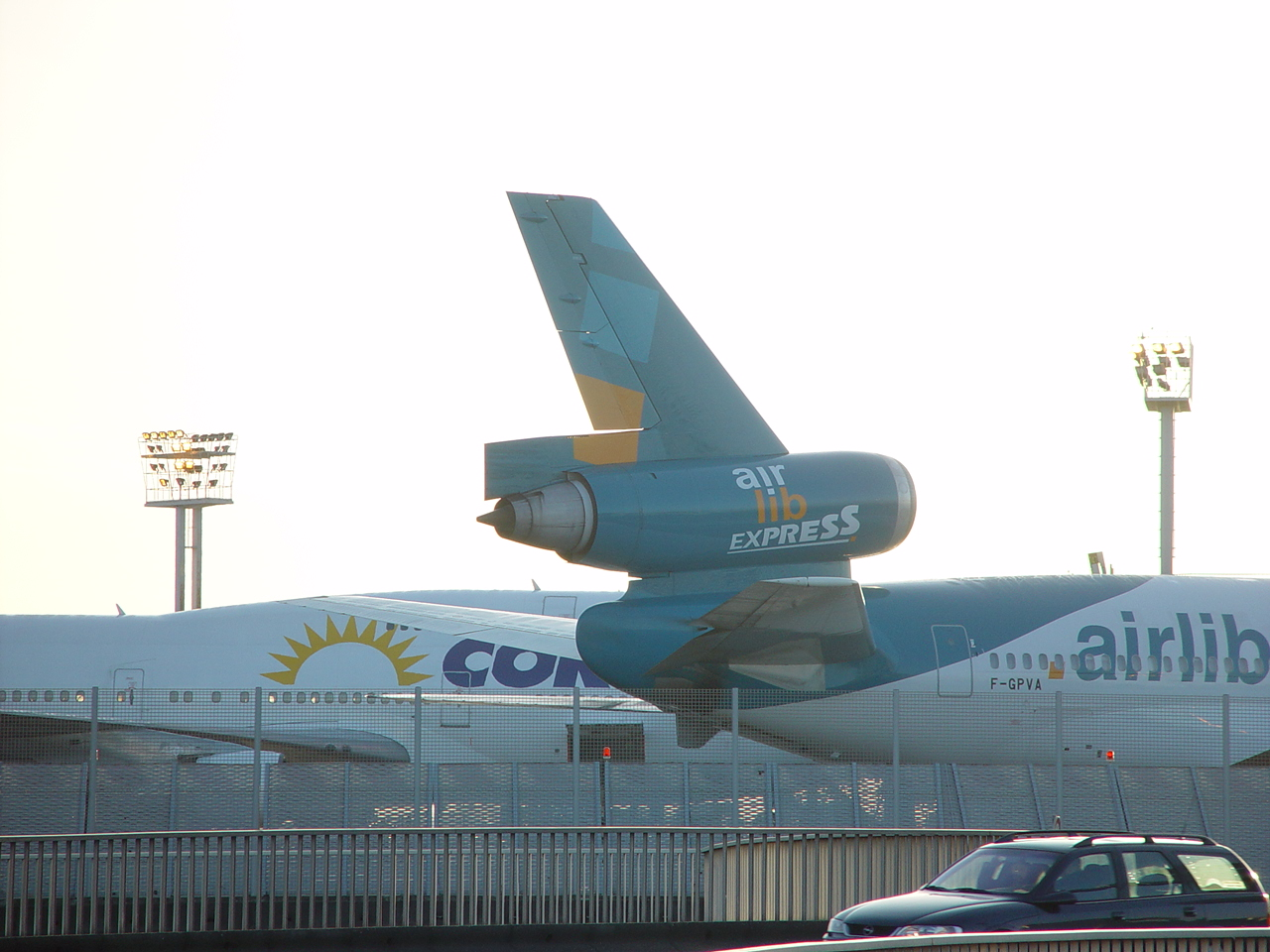
DC10 F-GPVA d'Air Lib Express à Orly en février 2003

- 2 Airbus A340-200 (long-courriers)

1. F-GLZE entré en mars 1999 chez AOM
2. F-GLZF entré en février 1999 chez AOM

- 2 Airbus A340-313X (long-courriers)

1. F-GTUA entré en décembre 2000 chez AOM
2. F-GTUB entré en décembre 2000 chez AOM

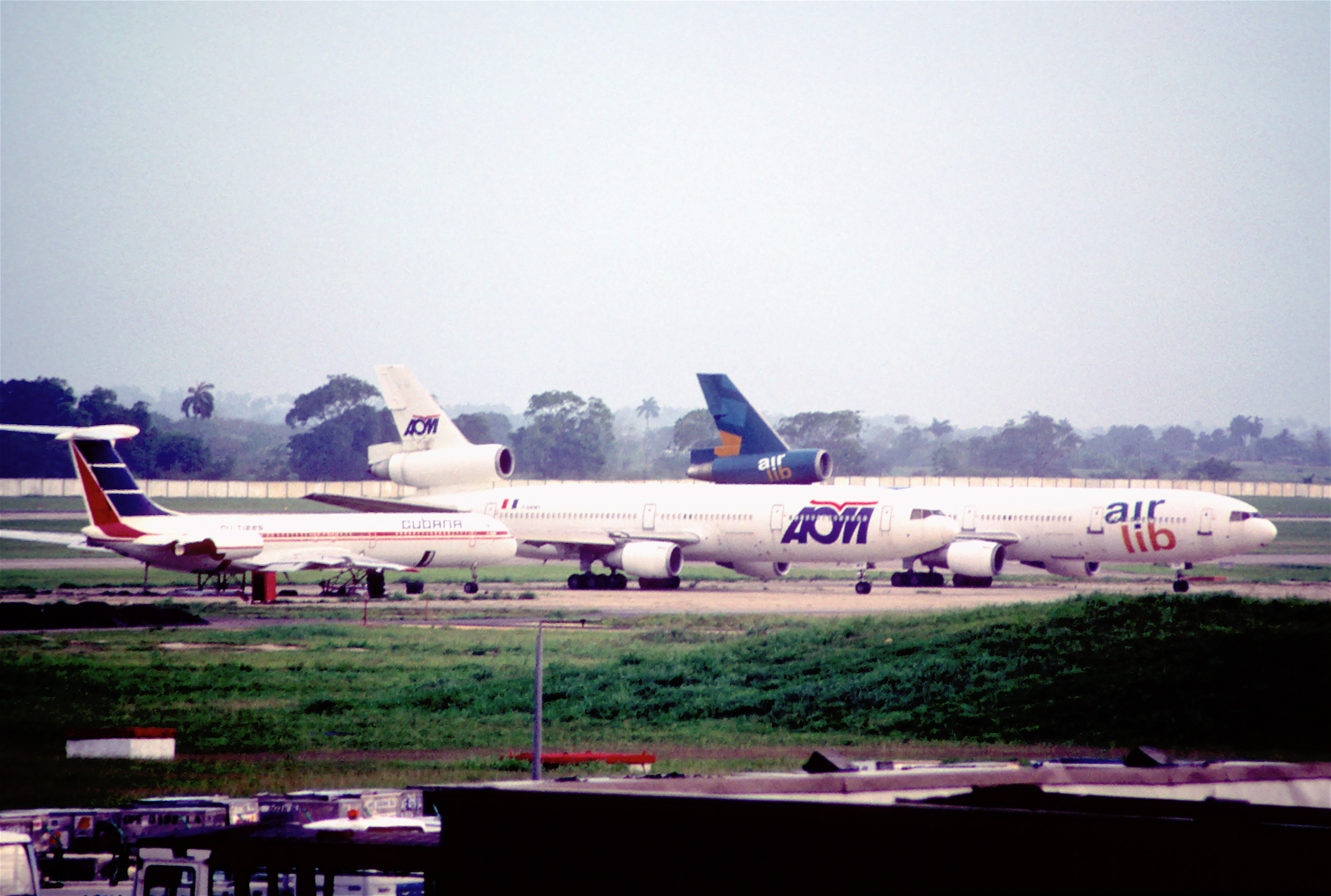
Douglas DC-10 d'Air Lib F-GTLY à la Havane en 2004

- 11 DC10-30 (long-courriers), dont 3 loués à Cubana.

1. F-GPVA entré en juin 1996 chez Air Liberté
2. F-GPVC entré en janvier 1996 chez Air Liberté (DC10-30 ER)
3. F-GPVD entré en juillet 1994 chez Air Liberté
4. F-BTDE entré en mars 1993 chez AOM
5. F-GTLZ entré en novembre 1992 chez AOM
6. F-GHOI entré en mai 1994 chez AOM
7. F-GNEM entré en novembre 1992 chez AOM
8. F-GTLY entré en octobre 1990 chez AOM
9. F-GLMX entré en novembre 1991 chez Minerve-AOM
10. F-GKMY entré en février 1991 chez Minerve-AOM
11. F-GNDC entré en décembre 1993 chez AOM

La compagnie Cubaine Cubana exploitait en continu trois aéronefs d'Air Lib parmi la flotte des aéronefs ex AOM/Minerve-AOM. Chacun de ces aéronefs était exploité pendant une période de trois semaines avant d'être remplacé à Orly par un autre aéronef.
- 17 McDonnell Douglas MD-80 (Moyen-courrier)

MD83
1. F-GHED entré en mai 1988 chez Air Liberté
2. F-GRML entré en avril 1997 chez AOM
3. F-GPZA entré en mars 1998 chez Air Liberté
4. F-GHEI entré en février 1990 chez Air Liberté
5. F-GHHO entré en mars 1991 chez Air Liberté
6. F-GHHP entré en avril 1991 chez Air Liberté
7. F-GGMF entré en octobre 1991 chez AOM
8. F-GRMG entré en octobre 1994 chez AOM
9. F-GRMH entré en décembre 1994 chez AOM
10. F-GRMC entré en décembre 1994 chez AOM
11. F-GRMI entré en mars 1994 chez AOM
12. F-GRMJ entré en avril 1994 chez AOM

MD82
1. F-GJHQ entré en avril 1997 chez Air Liberté

MD81
1. F-GPZC entré en avril 2000 chez Air Liberté
2. F-GPZD entré en mars 2000 chez Air Liberté
3. F-GPZE entré en août 2000 chez Air Liberté
4. F-GPZF entré en octobre 2000 chez Air Liberté